# Encantamientos de Merseburg

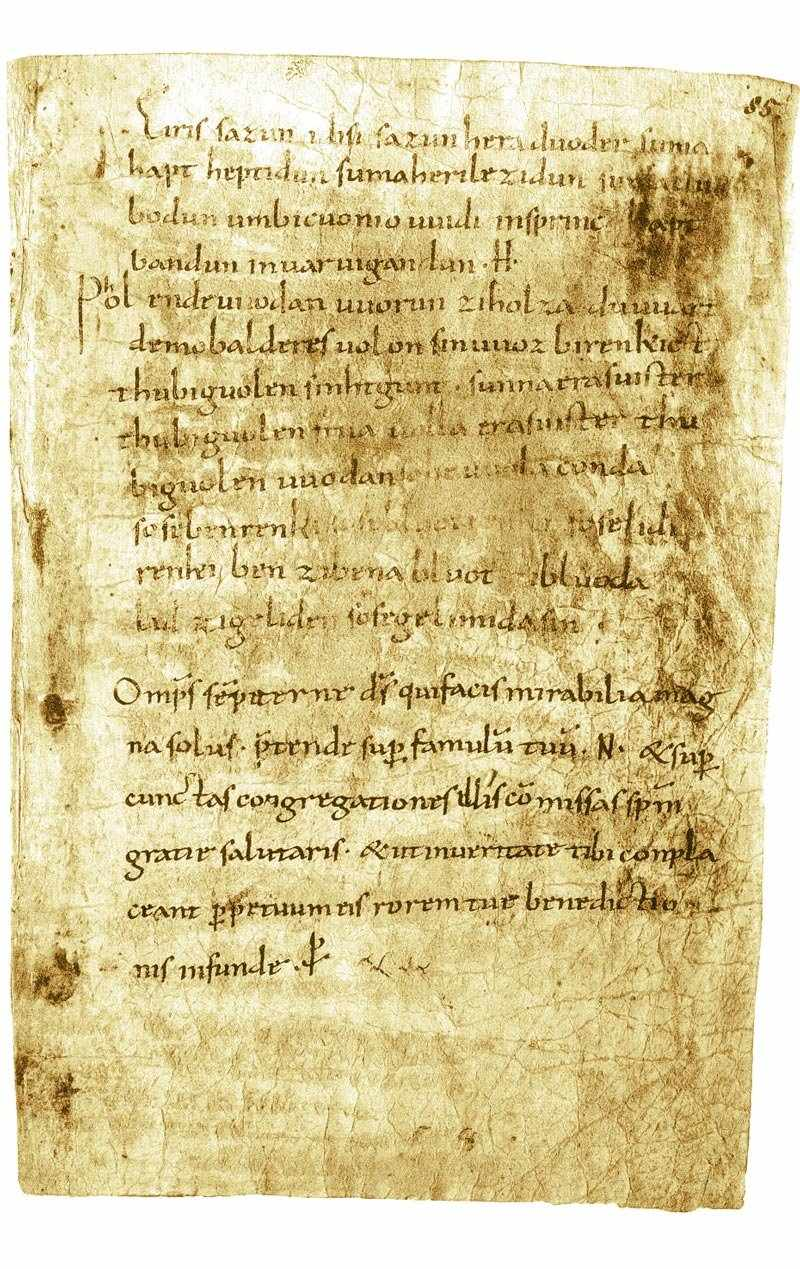
Los Encantamientos de Merseburg:
Las primeras 12 líneas contienen los hechizos.
Debajo hay una oración en latín.
(Merseburger Domstiftsbibliothek, Codex 136, f. 85r, 10th Cy.)

Los Encantamientos de Merseburg (en alemán: die Merseburger Zaubersprüche) son dos encantamientos medievales, escritos en alto alemán antiguo. Son los únicos ejemplos conocidos de mitología germana pagana preservados en este idioma. Fueron descubiertos en 1841 por Georg Waitz, quien los encontró en un manuscrito teológico de Fulda, escrito en el siglo IX o X, aunque existe alguna especulación sobre la fecha de los hechizos en sí. El manuscrito (Cod. 136 f. 85a) estaba conservado en la biblioteca del capítulo de Merseburg, de allí su nombre.

## Forma
Cada encantamiento está dividido en dos partes: un preámbulo, que cuenta la historia de un evento mitológico, y el hechizo real en la forma de una analogía mágica ("al igual que lo era antes [...] así será también ahora...").
En su forma en verso, los encantamientos son de un tipo transicional; las líneas muestran no solo aliteración, sino también rimas finales desarrolladas en el verso cristiano del siglo IX.
Están escritos en el dialecto de Turingia.
El primer hechizo es un hechizo de resolución:
En el primer encantamiento, unas mujeres con sus conjuros tratan de liberar a los prisioneros de sus ataduras.
El segundo hechizo es un hechizo de curación:
El segundo escrito comienza con un tono épico y que se resume en dos líneas con aliteración: Phol y Wuodan cabalgan por el bosque, cuando uno de sus caballos se rompe una pata. En la segunda parte del conjuro se presenta el conjuro mágico sanador, conjuro compuesto de una triple repetición, cuyo poder sanador cobra efecto cuando se nombra a Wuodan como señor mágico.

## Historia
Entre las tribus germánicas anteriores a la escritura, los encantamientos tenían la función "de hacer utilizable, a través de palabras vinculantes, los poderes mágicos que la gente deseaba que les sirvieran". Han sobrevivido en gran cantidad, particularmente en los territorios donde se hablaban las lenguas germánicas; sin embargo, todos ellos datan de la Edad Media y, por tanto, llevan el sello o muestran la influencia del cristianismo.
Lo que es único de los Encantamientos de Merseburg es que aún reflejan muy claramente su origen precristiano (anterior al año 750). Fueron transcritos por una razón desconocida en el siglo X por un clérigo posiblemente en la abadía de Fulda, en una página en blanco de un libro de liturgia, que posteriormente terminó en la biblioteca de Merseburg. Los encantamientos han sido transmitidos en minúscula carolingia en la última página de un misal en latín.
Los conjuros se hicieron famosos en tiempos modernos gracias a la apreciación de los hermanos Grimm, que los publicaron en 1842.
El manuscrito de los Encantamientos de Merseburg estuvo expuesto hasta noviembre de 2004 como parte de la muestra "Entre la Catedral y el mundo: 1000 años del capítulo de Merseburg", en la catedral de Merseburg.
Previamente, habían sido expuestos en el año 1939.

## Traducción de los encantamientos

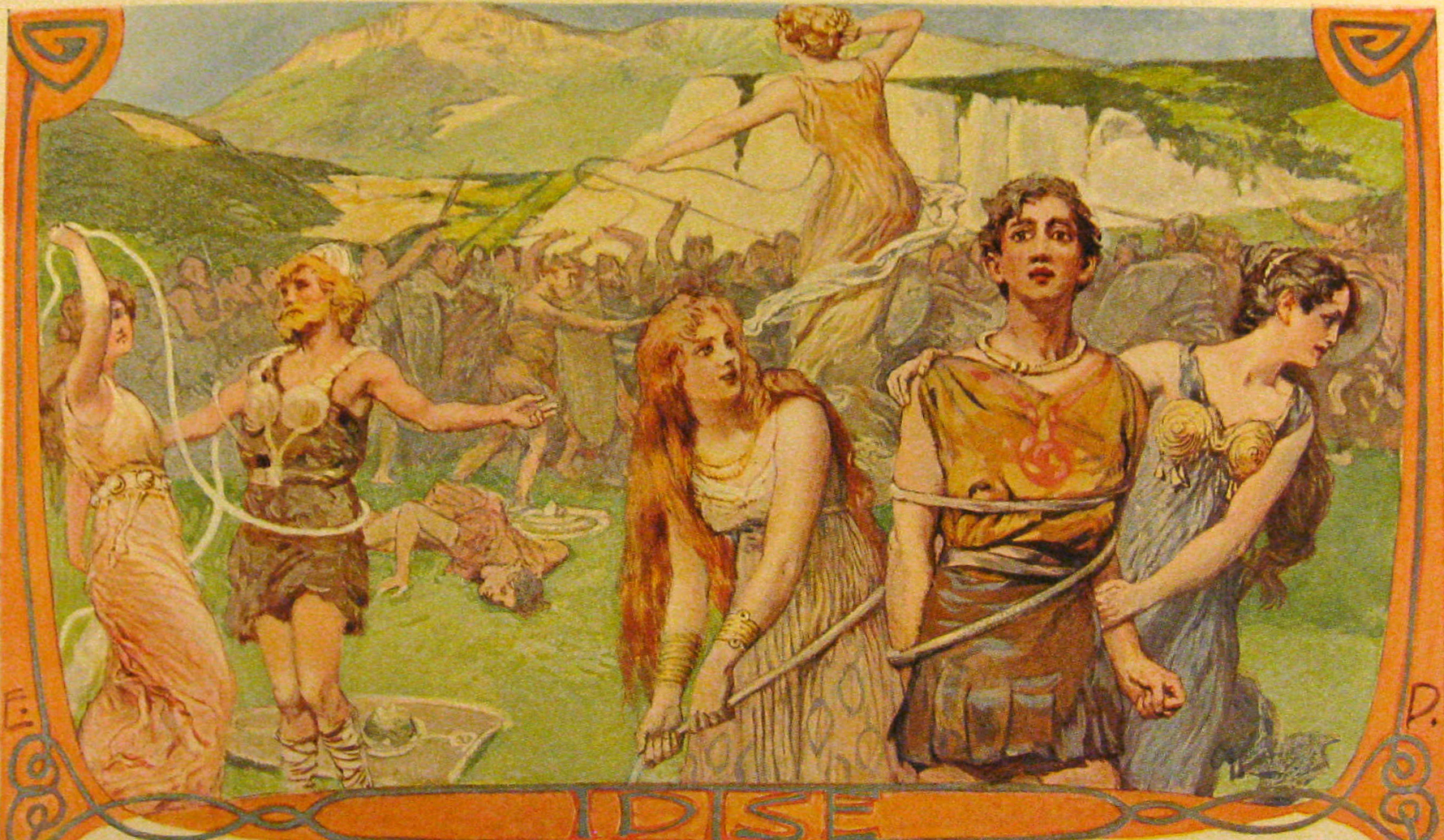
Idise (1905) de Emil Doepler ilustra el primer encantamiento, la liberación de los prisioneros y las ataduras a los enemigos.

### Conjuro 1
| Eiris sazun idisi sazun hera duoder. suma hapt heptidun, suma heri lezidun, suma clubodun umbi cuoniouuidi: insprinc haptbandun, inuar uigandun. | Érase una vez, las "Idisi" (mujeres) se sentaban se sentaban [...](?). Algunas pusieron ataduras, otras obstruyeron al ejército, otras tiraron de las ataduras firmes: ¡Sal de las ataduras, escapa del enemigo! |

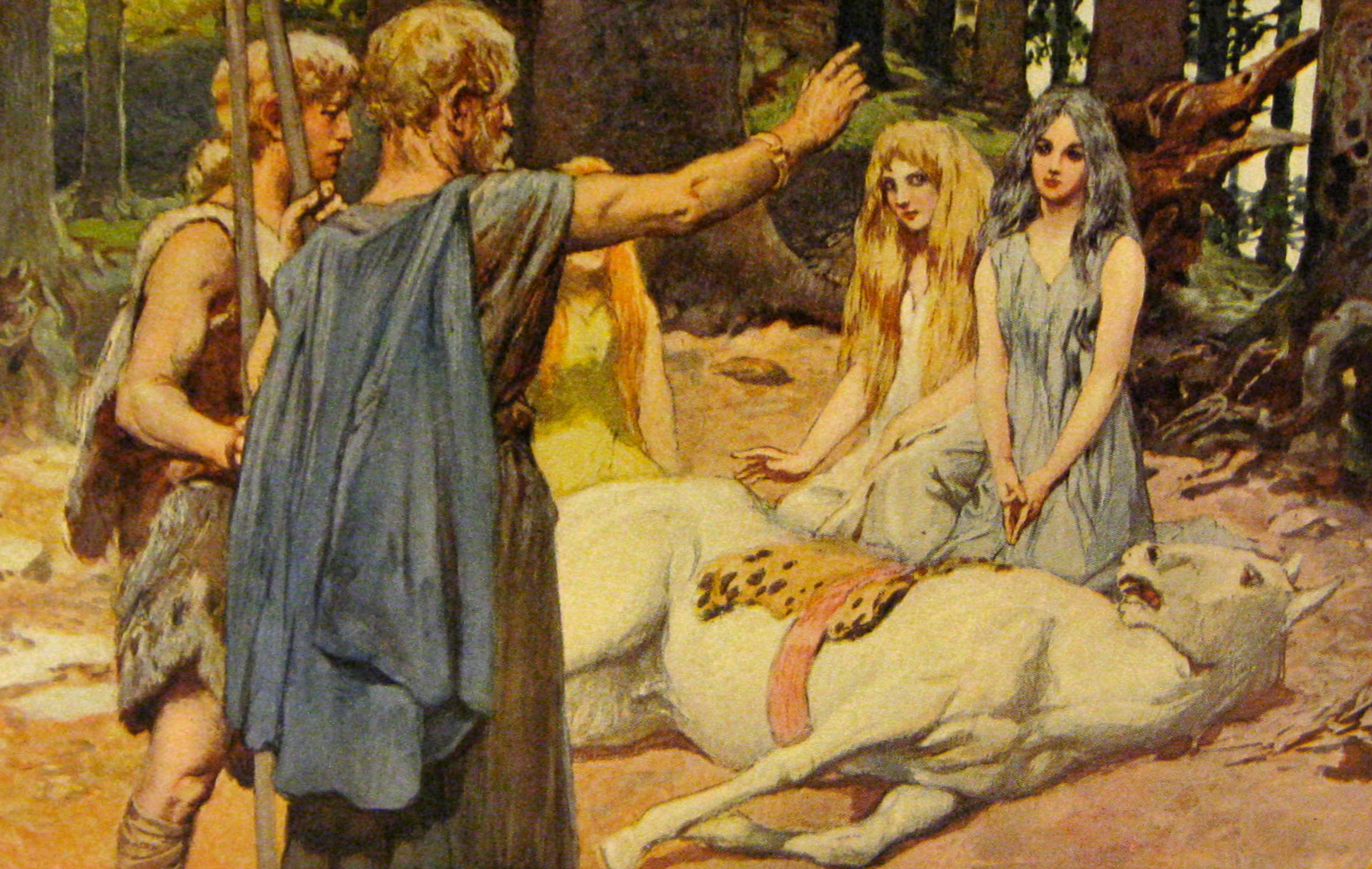
Wodan heilt Balders Pferd (Doepler, 1905) retrata el segundo encantamiento.

### Conjuro 2
| Phol ende uuodan uuorun zi holza. du uuart demo balderes uolon sin uuoz birenkit. thu biguol en sinthgunt, sunna era suister; thu biguol en friia, uolla era suister; thu biguol en uuodan, so he uuola conda: sose benrenki, sose bluotrenki, sose lidirenki: ben zi bena, bluot zi bluoda, lid zi geliden, sose gelimida sin. | Phol y Wotan cabalgabanhacia el bosque. cuando el potro de Balder se torció la pata. Entonces Sinthgunt la conjuró, (con) Sunna su hermana; entonces Frijo la conjuró, (con) Volla su hermana; entonces Wotan la conjuró, como (sólo) él podía hacerlo: Como un esguince de hueso, así esguince de sangre, así un esguince en la articulación: ¡Hueso a huesos, sangre a sangre, articulación a articulaciones, para que puedan ser encolados! |

Entre los expertos, sin embargo, hay controversias con respecto a la traducción de ciertos pasajes de ambos conjuros.